# Paul Colin
Paul Colin, född den 27 juni 1892 i Nancy, Frankrike, död den 18 juni 1985 i Nogent-sur-Marne, var en fransk affischkonstnär, teaterdekoratör och målare. Han tillhör de främsta inom den moderna affischkonsten.

## Biografi
Colin blev känd 1925 för sin affisch för Revue Nègre, vilken bidrog till att starta karriären för Josephine Baker (som blev hans älskarinna). Han arbetade i över 40 år vid teatern och skapade inte bara affischer utan också många uppsättningar och kostymer.
Han inriktade sig mycket på Art Deco i början (hans Le Tumulte noir är ett mästerverk i genren), men hans stil blev snabbt mycket personlig och omöjlig att kategorisera. Noggrannheten i hans porträtt och den suggestiva kraften i hans affischer utmärkte honom som en mästare i visuell kommunikation vars verk än idag synes relevanta och fräscha.
Som elev till Eugène Vallin och Victor Prouvé, betraktas han som en mästare i den moderna skolans affischkonst. Med fyndiga idéer, rytmiska kompositioner och festliga färger uppnådde han en slagkraftig reklamverkan. Han framställde mer än 1 400 affischer och många teateruppsättningar och kostymskapelser.
År 1929 grundade han Paul Colin-skolan i Paris, där man undervisar i måleri, affischkonst, teaterdekoration och modeteckning.